# Eueides thyana
Eueides thyana är en fjärilsart som beskrevs av Felder 1860. Eueides thyana ingår i släktet Eueides och familjen praktfjärilar. Inga underarter finns listade i Catalogue of Life.